# YE-6

YE-6 (tiếng Nga: ОКБ Микояна Гуревича Е-6) là một loại máy bay thử nghiệm được phát triển bởi phòng thiết kế máy bay Mikoyan và Gurevich, Liên Xô. Đây là một máy bay thử nghiệm nằm trong chương trình phát triển máy bay diệt mục tiêu trên không MiG-21. YE-6 được phát triển với yêu cầu góc đón gió (AoA) lớn và thử nghiệm sử dụng tên lửa.
Cải tiến từ máy bay thử nghiệm YE-5, chiếc đã trở thành mẫu cho MiG-21 được trang bị đợt đầu. Máy bay YE-6 có những đặc điểm cải tiến giống các máy bay thử nghiệm YE-152. Đây là lần đầu tiên MiG thử nghiệm bào khí trước (canard foreplanes). Thiết bị này gắn cố định khi bay nhưng dễ dàng tháo ra và thay đổi vị trí lắp khi máy bay đỗ trong xưởng. Điều đó cho phép máy bay sử dụng các mẫu bào khí khác nhau trong thử nghiệm.
YE-6 cũng là máy bay đầu tiên trong nhóm MiG-21 xác định vũ khí chủ lực là tên lửa. Nó có radar tìm kiếm và ngắm bắn lắp trong mũi, chiến đấu tốt mọi thời tiết, công kích bằng tên lửa tầm nhiệt K-13 và tên lửa hướng radar bán chủ động tầm ngắn, cả hai tên lửa đều bắn góc hẹp YE-6 mang 2 tên lửa ở giá dưới cánh và giao tiếp tên lửa-phi công. MiG-21 được xếp vào lớp máy bay diệt mục tiêu trên không phản lực Liên Xô thứ 2, chiến đấu bằng radar và tên lửa ở tốc độ trên dưới hai lần tốc độ âm thanh. (Máy bay diệt mục tiêu trên không hay được dịch ra tiếng Việt là "máy bay tiêm kích", "máy bay đánh chặn", "máy bay khu trục". Trong tiếng Anh nó hay được gọi là interceptor, fighter hay destroyer). Tuy nhiên, những MiG-21 đầu tiên, bản sao của mẫu thử YE-5 bay lần đầu ngày 1 tháng 4 năm 1957 lại sử dụng đại bác bắn nhanh 30mm làm vũ khí đối không. YE-6 là mã tên dùng trong nhà máy và viện nghiên cứu, cũng như các YE khác khi còn là mẫu thử nghiệm. Tuy nhiên sau đó nó đã có tên, tức đã được Hội đồng Bộ trưởng duyệt cho sản xuất số lượng hạn chế nhằm đánh giá chiến thuật, tên YE-6 là MiG-21F, giai đoạn này là bước đệm, nếu vượt qua thì các mẫu thử sẽ được trang bị và có thể chiến đấu trong thực tế. Nhưng chỉ đến máy bay YE-7 mới được sản xuất hàng loạt và trang bị với tên gọi MiG-21PF, đây có thể coi là sản phẩm thực tế đầu tiên của MiG dùng tên lửa có điều khiển làm vũ khí chính. Ngoài việc cải tiến radar, YE-7 bỏ đi các thử nghiệm khí động bào khí trước. Trừ bào khí (canard foreplanes), máy bay YE-6 đại thể giống như YE-5, thân thon hơn, như là các MiG-21 được sản xuất lớn, dạng cánh tam giác có đủ đuôi.
YE-6 tồn tại không lâu, không được đưa vào sản xuất lớn, trên cơ sở của nó người ta thiết kế YE-8. Nguyên nhân do hệ thống ổn định điện tử hồi đó chưa có, chưa cho phép di chuyển thiết bị lái lên xuống từ đuôi lên đầu máy bay, đồng thời, năng lực động cơ và kết cấu khí động làm tăng tốc độ, dẫn đến những nhược điểm của kiểu mũi MiG-21 truyền thống. Một nguyên nhân nữa là các radar không chiến và tên lửa có điều khiển tiến bộ nhanh chóng, yêu cầu máy bay cần cải tiến kết cấu đáp ứng. Cả YE-6 và YE-8 áp dụng nhiều kỹ thuật quá mới. Về phương thức chiến đấu, các MiG-21 thực tế là máy bay lai, nó đã dùng tên lửa và radar như vũ khí diệt mục tiêu trên không chính, thay cho súng, nhưng chưa có khả năng bắn tên lửa dẫn đường kiểu radar bán chủ động tầm xa, góc lớn. Do đó, nó vẫn phải ngắm bắn tầm gần góc hẹp bằng tên lửa hướng hồng ngoại tầm ngắn nên vẫn cần độ linh hoạt cao, được coi là máy bay trung gian giữa dogfight bằng súng và FBV bằng tên lửa có điều khiển. Tuy nhiên, một giai đoạn rất ngắn người ta bỏ súng của MiG-21 đi, do chủ quan không thấy cần nữa. Nhưng thực tế thử nghiệm và chiến trường Việt Nam sau đó chứng minh rằng súng vẫn rất cần thiết. Hiện tượng này còn thấy ở máy bay F-4 của Mỹ, sau Chiến tranh Việt Nam, năm 1972 thì F-4 mang súng trở lại như các máy bay cũ, trước đấy F-4 không có súng.
Bào khí (canard foreplanes) là cánh phụ lắp phía trước máy bay, trước cánh chính. Ngày nay, có bốn loại bào khí được sử dụng.
- Kiểu gắn cố định, tách rời ra khỏi cánh. Kiểu này đơn giản, nhưng ít được dùng, thấy trong một số máy bay được trang bị của Tây Âu.
- Kiểu tách rời ra khỏi cánh nhưng điều khiển được. Như là JAS-39 của Thụy Điển, MFI-1.44 của MiG. Một nhóm máy bay không chiến rất mạnh cuối thế kỷ 20, những máy bay theo kiểu mẫu thử YE-155, bao gồm MiG-25, MiG-31 (Liên Xô, Nga), F-15 (Mỹ) sử dụng bào khí điều khiển được nhưng kiêm chức năng của cửa hút gió đóng bớt lại được.
- Kiểu gắn cố định nhưng là phần gốc cánh sát thân kéo dài lên phía trước. Kiểu này nhẹ, đơn giản, vững chắc, lực cản nhỏ hay được sử dụng cho các máy bay đa năng có khả năng diệt mục tiêu trên không. Thấy ở một số mẫu máy bay chiến đấu phổ biến nhất sau những năm 1970, như là F-16 (Mỹ), SU-27 và MiG-29 (Liên Xô và Nga). Một số máy bay thuộc nhóm SU-27 bao gồm các máy bay từ SU-27 đến SU-35. Máy bay cuối cùng của dòng SU-27 là SU-37 cùng một số phiên bản cải tiến của SU-30, SU-35, SU-32 chuyển sang tách rời điều khiển được, tuy nhiên số lượng sản xuất còn ít ỏi.
- Kiểu làm mép sắc phần trước và giữa thân, bè ngang ra. Ban đầu ở A-12 và các máy bay cải tiến của mẫu này như F-12, SR-71. Hiện này được dùng trên hai loại máy bay mới nhất của Mỹ là F-22 và F-35. Kiểu này chỉ giới hạn ở chức năng chống xoáy cuộn không khí gây chống bốc hay dìm đầu máy bay ở tốc độ chênh lệch lớn. Kiểu này rất chắc chắn, gọn nhẹ, giúp gia tải (gia tốc chiều đứng) rất tốt.

Ngày nay, bào khí (canard foreplanes) cho phép máy bay ăn lái, góc đón gió lớn, ổn định chiều lên xuống ở các tốc độ khác nhau, chống xoáy giảm lực cản... nhưng cần phải sử dụng với hệ thống ổn định và lái tự động bằng máy tính. Ngày đó, thiết bị này gây nhiều bất ổn cho máy bay.
YE-8 cũng đã được đặt tên MiG-23, nhưng cũng như YE-50 đã từng được tên như vậy, còn lâu loại MiG-23 thật sự mới xuất hiện. Chỉ có 2 chiếc YE-8 được đóng, kiểu máy bay này rất lâu sau đó MiG không dùng, nhưng kết cấu thân của nó thì vô cùng "vô tiền khoáng hậu", đến cuối thế kỷ 20, đó là kết cấu thân máy bay chiến đấu phổ biến nhất trên thế giới. YE-8 được thiết kế lại từ YE-6 để thỏa mãn tốc độ cao trên M2 và khoang radar không chiến lớn. Cả YE-6 và YE-8 đóng góp rất nhiều cho kỹ thuật máy bay chiến đấu với vai trò là phòng thí nghiệm bay.